# Les Champs d'honneur
Les Champs d'honneur est un roman de Jean Rouaud publié le 31 août 1990 aux éditions de Minuit et ayant obtenu le prix Goncourt la même année. C'est le premier tome d'une série de six livres autobiographiques (comprenant Des hommes illustres, Le Monde à peu près, Pour vos cadeaux et Sur la scène comme au ciel) qui retrace la vie de la famille et le parcours de l'auteur en s'attachant en particulier aux décès de trois parents : le père, sa vieille tante religieuse, et le grand-père maternel.

## Historique
Ce roman est le premier de Jean Rouaud, qui est alors ponctuellement vendeur de journaux dans un kiosque parisien. Commencé dans les années 1980 afin de retracer le portrait de membres disparus de sa famille (un grand-oncle et son père) ainsi que la vie du monde campagnard qui change en profondeur avec l'arrivée de la mécanisation, le roman est initialement intitulé Loire-Inférieure, de l'ancien nom du département qui fut changé à la fin des années 1950, marquant ainsi symboliquement cette profonde mutation d'époque.
À sa parution, le livre est très bien accueilli par la critique littéraire, allant jusqu'à être réintégré dans la deuxième liste du prix Goncourt – pour lequel il n'avait pas été initialement sélectionné – qu'il reçoit en novembre 1990.
Dans le roman Comédie d’automne, l’auteur fait la genèse de l’attribution du prix.

## Résumé
Récit de l'histoire familiale et portraits des membres de la famille de l'auteur, l’action se déroule dans la Loire-Inférieure au cours du XXe siècle. Trois personnes d’une même famille meurent à quelques jours d’intervalle : le père (Joseph), la grand-tante (Marie) et le grand-père maternel (Alphonse). Leur mort ravive le souvenir de la disparition de deux frères de la famille, Joseph et Émile (les grands-oncles du narrateur), victimes de la Grande Guerre en 1916.
Le récit n’est pas construit selon un ordre chronologique. En effet, l’auteur saute d’anecdote en anecdote, de personnage en personnage, en ne donnant que très peu de repères chronologiques précis. Il s’agit d’un livre sur la vie, la mort (celles des personnages structurent le récit), le temps, la famille et la mémoire, aussi bien familiale qu’individuelle.

## Adaptation
Le roman a été adapté en bande dessinée avec le concours du dessinateur Denis Deprez. L'album est publié en 2005, chez Casterman.

## Éditions
- Les Champs d'honneur, Les Éditions de Minuit, 1990  (ISBN 2707313475).